# 스티브 베리

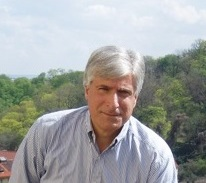

스티브 베리(Steve Berry, 1955년~ )는 미국의 소설가이다. 정치학을 전공해 변호사로 활동하다가 1990년에 소설 집필 활동을 시작하였다. 《호박방》, 《로마노프 예언》, 《세 번째 비밀》 등의 소설을 발표하였다.